# Mechanical Bull
Mechanical Bull é o sexto álbum de estúdio da banda americana de rock Kings of Leon. O disco foi lançado em 20 de setembro de 2013 na Alemanha, na Austrália, na Irlanda e na Suécia, em 23 de setembro no Reino Unido e no dia 24 do mesmo mês na América do Norte pela RCA Records.

## Promoção
O primeiro single lançado para promover o álbum, a canção "Supersoaker", foi lançado em 17 de julho de 2013. O segundo compacto foi a música "Wait for Me" em 6 de agosto do mesmo ano. Durante o Festival Open'er, na Polônia, a banda tocou a canção "Don't Matter", mais uma faixa do álbum, pela primeira vez ao vivo.

## Faixas
Todas as faixas escritas e compostas por Caleb Followill, Nathan Followill, Jared Followill e Matthew Followill. 
| CD             |                     |         |  |
| N.º            | Título              | Duração |  |
| 1.             | "Supersoaker"       | 3:50    |  |
| 2.             | "Rock City"         | 2:56    |  |
| 3.             | "Don't Matter"      | 2:50    |  |
| 4.             | "Beautiful War"     | 5:09    |  |
| 5.             | "Temple"            | 4:10    |  |
| 6.             | "Wait for Me"       | 3:30    |  |
| 7.             | "Family Tree"       | 3:50    |  |
| 8.             | "Comeback Story"    | 3:59    |  |
| 9.             | "Tonight"           | 4:33    |  |
| 10.            | "Coming Back Again" | 3:28    |  |
| 11.            | "On the Chin"       | 4:16    |  |
| Duração total: | Duração total:      | 42:31   |  |

## Críticas
| Críticas profissionais | Críticas profissionais |
| Pontuações agregadas   | Pontuações agregadas   |
| Fonte                  | Avaliação              |
| ---------------------- | ---------------------- |
| Metacritic             | 70/100                 |
| Avaliações da crítica  |                        |
| Fonte                  | Avaliação              |
| AllMusic               | [ 5 ]                  |
| Clash                  | 9/10                   |
| Consequence of Sound   | [ 7 ]                  |
| Spin                   | 8/10                   |
| Rolling Stone          | [ 9 ]                  |

O álbum foi bem recebido pela crítica especializada. O site Metacritic, deu ao disco uma nota de 70 (de 100), baseado em 30 resenhas, indicando uma recepção favorável.

## Tabelas musicais
| Paradas (2013)                        | Melhor posição |
| ------------------------------------- | -------------- |
| Austrália (ARIA)                      | 1              |
| Áustria (Ö3 Austria Top 40)           | 2              |
| Bélgica (Ultratop Flandres)           | 4              |
| Bélgica (Ultratop Valônia)            | 13             |
| República Tcheca (ČNS IFPI)           | 24             |
| Países Baixos (Dutch Charts)          | 2              |
| Finlândia (Suomen virallinen lista)   | 19             |
| Alemanha (Offizielle Deutsche Charts) | 2              |
| Irlanda (IRMA)                        | 1              |
| Nova Zelândia (RMNZ)                  | 1              |
| Polónia (ZPAV)                        | 2              |
| Espanha (PROMUSICAE)                  | 9              |
| Suécia (Sverigetopplistan)            | 21             |
| Suíça (Schweizer Hitparade)           | 2              |
| Reino Unido (UK Albums Chart)         | 1              |
| Estados Unidos (Billboard 200)        | 2              |

### Certificações
| País        | Certificador | Certificações (Vendas) |
| ----------- | ------------ | ---------------------- |
| Austrália   | ARIA         | Ouro                   |
| Reino Unido | BPI          | Platina                |